# Vlaamse Milieumaatschappij
De Vlaamse Milieumaatschappij (VMM) is een intern verzelfstandigd agentschap met rechtspersoonlijkheid, kortweg IVA VMM, die verscheidene taken heeft binnen het Vlaamse beleidsdomein Omgeving (het vroegere LNE).

## Historiek
Met het decreet van 23 december 1980 werd de Vlaamse Waterzuiveringsmaatschappij (VWZ) opgericht. De stichtingsvergadering van VWZ vond plaats op 28 oktober 1981. Die openbare instelling fuseerde bij decreet van 13 juli 1988 met de Waterzuiveringsmaatschappij van het Kustbekken (WZK) tot de Vlaamse Maatschappij voor Waterzuivering (VMZ). De WZK was een nationale instelling van openbaar nut die in de jaren zeventig was opgericht, maar waarvoor, ter uitvoering van de bijzondere wet van 8 augustus 1980, het Vlaamse Gewest bevoegd was geworden.

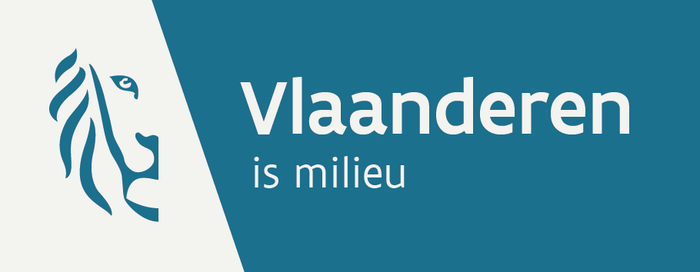

De Vlaamse Maatschappij voor Waterzuivering (VWZ) werd vervangen door de nieuwe Vlaamse Milieumaatschappij (VMM), die werd opgericht als Vlaamse openbare instelling bij decreet van 12 december 1990 betreffende het bestuurlijk beleid. De VMM ging van start op 21 december 1990.
Met het decreet van 7 mei 2004, dat in werking trad op 1 april 2006, werd de Vlaamse Milieumaatschappij omgevormd tot een intern verzelfstandigd agentschap met rechtspersoonlijkheid. Haar opdrachten zijn vastgelegd in het oprichtingsdecreet.

## Taken
Leefmilieu is in België een bevoegdheid van de gewesten. In Vlaanderen wordt het milieubeleid uitgevoerd door verschillende instanties. Elke instelling heeft de bevoegdheid over specifieke domeinen.
De VMM helpt via onderzoek en metingen het leefmilieubeleid mee bijsturen en voorbereiden. Zij speelt een rol in het integraal waterbeleid: de VMM meet en controleert de kwaliteit en de kwantiteit van water, giet haar bevindingen in wetenschappelijke rapporten en formuleert aanbevelingen; ze int een heffing op watervervuiling en op grondwaterwinning, adviseert milieuvergunningen en zorgt voor de planning van en het toezicht op de waterzuiveringinfrastructuur. De VMM vervult de taak van regulator voor leidingwater. In geval van extreme waterschaarste wordt een waterafschakelplan geactiveerd.
De VMM bewaakt ook de luchtkwaliteit, inventariseert wie wat loost en doet beleidsvoorstellen. De VMM stelt tevens het Milieurapport Vlaanderen (MIRA) op dat alle aspecten van de milieuproblematiek behandelt.

## Personeel
De VMM telt zo'n 900 personeelsleden, van wie er een 80-tal ter beschikking gesteld zijn van de NV Aquafin. Het hoofdbestuur bevindt zich in Aalst.

## Rapporten
De VMM publiceert geregeld rapporten over onder meer de luchtkwaliteit in Vlaanderen. In een tussentijds rapport van oktober 2020 stelt ze een vermindering vast van het fijnstof ten opzichte van het jaar 2000. Toch heeft  de huidige luchtvervuiling nog steeds negatieve effecten op de gezondheid.